# 佛羅倫斯新聖母瑪利亞車站
佛羅倫斯新聖母瑪利亞車站（義大利語：Stazione di Santa Maria Novella）是位於義大利佛羅倫斯的一座鐵路車站，有時簡稱SMN車站。車站是博洛尼亞－佛羅倫斯鐵路的南側終點，也是羅馬－佛羅倫斯鐵路的北側終點。車站修建於1932年至1934年期間，是一座法西斯主義建築，也是義大利現代主義建築的代表作之一。車站為港灣式月台結構。

## 外部連結
维基共享资源上的相關多媒體資源：Firenze Santa Maria Novella